# Estádio José Manuel Soares
Estádio José Manuel Soares ou como popularmente conhecido Campo das Salésias é um estádio multidesportivo pertencente ao Os Belenenses. Foi inaugurado no dia 29 de Janeiro de 1928 e foi fechado no ano de 1956.
Em 2016 no local do antigo estádio e ao fim de 60 anos de abandono, viria a ser colocado um campo relvado para treinos e jogos das camadas jovens de Os Belenenses.[carece de fontes?]

## História
O estádio foi fundado originalmente com o nome de Estádio das Salésias e logo recebeu o estatuto de um dos melhores recintos desportivos de Portugal. Em 1937, após algumas obras, foi eleito o melhor estádio de Portugal da época, com capacidade para 21 mil pessoas. Nesse mesmo ano, passou-se a se chamar Estádio José Manuel Soares, em homenagem ao jogador Pepe, que havia falecido em 1931. Em 1956 o estádio foi fechado.[carece de fontes?]
No dia 26 de maio de 2016, o estádio foi reformulado e reaberto onde deve acolher jogos de rugby e as equipas de futebol de formação do Belenenses.